# Omar Gibril Sallah
Omar Gibril Sallah (* 20. Jahrhundert) ist ein gambischer Verwaltungsbeamter und Diplomat.

## Werdegang
Sallah studierte von 1970 bis 1974 Political Science and Government an der University of New England in Armidale, Australien und schloss mit einem Bachelor ab. An der Sydney University machte er einen Master in Politik, Philosophie, Staat und internationale Beziehungen.
Nach seiner Rückkehr nach Gambia war er in verschiedenen Regierungsbehörden, insbesondere im Außenministerium tätig. Von 1984 bis 1989 war er der Leiter der Kanzlei der gambischen Vertretung in London und von 1989 bis 1991 stellvertretender Leiter der ständigen Vertretung Gambias bei den Vereinten Nationen. Anschließend war er in Gambia bis 2010 Staatssekretär in verschiedenen Ministerien, u. a. im Verteidigungsministerium, Fischereiministerium und im Büro des Präsidenten.
2010 wurde er von Staatspräsident Yahya Jammeh zum Botschafter Gambias in Saudi-Arabien ernannt. Nach der Abwahl Jammehs 2016 wurde seine Berufung vom neuen Präsidenten Adama Barrow bestätigt. Er ist auch im Libanon, in Ägypten, Kuwait, Oman und bei der Organisation für Islamische Zusammenarbeit akkreditiert, ferner als Hochkommissar Gambias auch in Australien.

## Familie
Sallah ist Vater von Alima Sallah, die als zweite Ehefrau seit 2010 mit dem früheren Präsidenten Jammeh verheiratet war.